# Parc national de Kalesar
Le parc national de Kalesar est situé dans l'État du Haryana en Inde. On y trouve notamment de nombreux oiseaux.